# Chu Cẩm Phong
Chu Cẩm Phong (12 tháng 8 năm 1941 – 1 tháng 5 năm 1971) là một nhà văn hiện đại Việt Nam. Tên tuổi của ông được biết đến nhiều qua cuốn nhật ký ghi lại về cuộc đời ông trong thời gian tham gia cuộc Chiến tranh Việt Nam, mà sau này được biết đến với tên gọi Nhật ký chiến tranh. Ông được truy tặng danh hiệu Anh hùng lực lượng vũ trang nhân dân vào năm 2010, trở thành nhà văn đầu tiên trong lịch sử của Hội Nhà văn Việt Nam được phong tặng danh hiệu này.

## Cuộc đời
Chu Cẩm Phong, tên thật là Trần Tiến, sinh ngày 12 tháng 8 năm 1941 tại thành phố Hội An, tỉnh Quảng Nam. Năm 1954, ông theo cha tập kết ra Bắc và theo học tại trường học sinh miền Nam, sau đó tốt nghiệp Khoa Ngữ văn của Trường Đại học Tổng hợp Hà Nội. Từng được cử làm ủy viên Ban chấp hành Hội Liên hiệp Thanh niên – Sinh viên Việt Nam và Phó Bí thư của Đoàn trường, ông được kết nạp Đảng Lao động Việt Nam (nay là Đảng Cộng sản Việt Nam) vào năm 1963. Năm 1964, ông tốt nghiệp Khoa Ngữ văn đại học loại xuất sắc, được nhà trường cử đi học tại nước ngoài nhưng đã xung phong vào miền Nam chiến đấu. Trong thời gian này, ông công tác tại Ban Tuyên huấn Khu V, làm phóng viên thông tấn rồi chuyển sang làm việc tại Tiểu ban Văn nghệ Khu V do nhà văn Phan Tứ làm trưởng tiểu ban. Một thời gian sau, ông trở thành Đảng ủy viên, Bí thư Đoàn Ban Tuyên huấn khu V.
Ngày 1 tháng 5 năm 1971, trong một chuyến đi thực tế, Chu Cẩm Phong tử thương trong trận giao chiến diễn ra từ 10 giờ đến 14 giờ giữa 8 cán bộ, chiến sĩ Quân Giải phóng miền Nam Việt Nam và du kích xã Xuyên Phú với hơn một tiểu đoàn của liên quân Hoa Kỳ và Việt Nam Cộng hòa. Hiện nay, ông được chôn cất ở Nghĩa trang liệt sĩ Hội An. Toàn bộ nhật ký của ông đã được một sĩ quan quân đội Sài Gòn cất giữ và tặng lại cho một sĩ quan tâm lý chiến. Sau ngày Việt Nam tái thống nhất, viên sĩ quan này đã trao lại cuốn nhật ký cho Hội Văn nghệ giải phóng miền Trung – Trung Bộ.
Năm 2007, Chu Cẩm Phong được Nhà nước Việt Nam truy tặng Giải thưởng Nhà nước về Văn học Nghệ thuật trong đợt trao tặng lần thứ 2 cho các tác phẩm Mặt Biển – Mặt trận (1968), Rét tháng Giêng (1975) và Nhật ký Chu Cẩm Phong (1994). Ba năm sau, vào tháng 3 năm 2010, ông tiếp tục được Nhà nước Việt Nam truy tặng danh hiệu Anh hùng lực lượng vũ trang nhân dân.

## Tác phẩm
Sự nghiệp văn học trong hơn 3 năm của Chu Cẩm Phong để lại nhiều tác phẩm như:
- Vườn cây ăn quả nhà mẹ Thám[17]
- Gió lộng từ Cửa Đại[18]
- Mặt Biển – Mặt trận
- Rét tháng Giêng[19]
- Mẹ con chị Hiền
- Nhật ký Chu Cẩm Phong

Những tác phẩm này là sự đúc kết những trải nghiệm, hiện thực sống động và khắc nghiệt của chiến trường. Đặc biệt, sau gần 30 năm kể từ ngày ông hy sinh, tập sách Nhật ký chiến tranh (viết từ ngày 11 tháng 7 năm 1967 đến 27 tháng 4 năm 1971) dày hơn 900 trang, được Nhà xuất bản Văn học ấn hành năm 2000.

## Giải thưởng và danh hiệu
- Giải thưởng Nhà nước về Văn học Nghệ thuật (2007).[21]
- Anh hùng lực lượng vũ trang nhân dân (2010).[22][23]

## Đánh giá
- Nhà giáo Nguyễn Sĩ Tuyển, người thầy của Chu Cẩm Phong tại lớp 7B, Trường phổ thông số 24, Hải Phòng:[24]

| “ | Đấy là cậu học trò dáng mảnh khảnh, cao ráo, da sáng, khuôn mặt sáng với mái tóc xõa trước trán. Là lớp trưởng, cậu thường xuyên khởi xướng các buổi trình diễn văn nghệ, hát bài chòi khu 5, làm báo tường... để bạn bè trong lớp nguôi vợi đi nỗi nhớ nhà, nhớ ba má. | ” |

- Giáo sư Hà Minh Đức, từng dạy Chu Cẩm Phong tại Đại học Tổng hợp:[24]

| “ | Thời gian không lặng lẽ trôi mà khắc ghi những tấm gương anh hùng, và Chu Cẩm Phong là một trong những cá nhân anh hùng ấy, một niềm tự hào của Đại học Tổng hợp Hà Nội. | ” |

- Nhà thơ Thanh Quế, người từng công tác với Chu Cẩm Phong tại Khu V:[24]

| “ | Chu Cẩm Phong được phong tặng Anh hùng, không chỉ vì đã dũng cảm chiến đấu vào giây phút cuối cùng khi địch khui hầm gọi hàng, không chỉ ở việc gương mẫu, đi đầu trong công tác, chiến đấu suốt những năm 1964–1971 ở chiến trường miền Nam mà còn ở thành tích sáng tác của anh - với tư cách một nhà văn. Anh đã dũng cảm, chịu đựng gian khổ, hy sinh, để len lỏi vào những vùng sâu, căn cứ địch, sống với du kích, cán bộ cơ sở để vừa công tác, vừa lấy tài liệu sáng tác. | ” |